# Paranoid Park
Paranoid Park is een Amerikaanse dramafilm uit 2007 onder regie van Gus Van Sant. Het verhaal over een jonge skateboarder, wiens rol bij het overlijden van een medewerker van de spoorwegen langzaam maar zeker duidelijk wordt, is gebaseerd op het boek van Blake Nelson. De regisseur won met Paranoid Park onder meer de 60th Anniversary Prize op het Filmfestival van Cannes, waar de film ook in première ging.
Paranoid Park was in Nederland voor het eerst te zien in januari 2008 tijdens het International Film Festival Rotterdam.

## Verhaal
Alex (Gabe Nevins) is een jonge ingetogen skateboarder die sinds de scheiding van zijn ouders bij zijn moeder woont. Hij trekt vooral op met mede-skateboarder Jared (Jake Miller) en de inlevende Macy (Lauren McKinney) en in mindere mate met zijn vriendinnetje Jennifer (Taylor Momsen). Al zijn vrienden en bekenden vinden haar knap, maar Alex zelf is meer bezig met nadenken en skateboarden.
Alex wordt op een dag samen met een groep mede-skateboarders uit de les geroepen om zich in een kantoortje op school te melden. Dit blijkt op initiatief van politie-agent Richard Lu (Daniel Liu) te zijn. Hij wil met de jongens praten omdat zij wellicht iets weten over een zaak waar hij op dat moment aan werkt. Er is een medewerker van de spoorwegen overleden nadat een trein hem in tweeën kliefde. Uit sporenonderzoek is gebleken dat hij kort daarvoor met een voorwerp op het hoofd is geslagen, waarvan achterhaald is dat het een skateboard was dat in de rivier is gevonden. Het is niet duidelijk of de dood van de man opzet of een ongeluk was.
Alex denkt vanaf dat moment terug aan een uitnodiging van Jared om samen voor het eerst skateboardpark Paranoid Park te bezoeken. Hoewel hij denkt nog niet kundig genoeg te zijn voor de skateboarders die daar rondhangen, gaat hij mee. Alex raakt gefascineerd door Paranoid Park. De baan wordt grotendeels bevolkt door mensen die uit achterstandswijken, de criminaliteit of de goot komen en er een heel andere levensstijl dan hij op nahouden. Wanneer een van hen hem uitnodigt om samen te gaan 'treinhoppen' gaat hij graag mee. Dit houdt in dat ze stiekem aan de buitenkant op treinen springen en zo een eind meerijden.
Tijdens het treinhoppen, worden ze gesnapt door de medewerker van de spoorwegen. Deze begint met zijn zaklantaarn op Alex in te slaan wanneer de trein snelheid mindert. Alex geeft hem daarop een tik met zijn skateboard, waarop de man achteruit valt. Hij gaat onderuit en belandt half op de eerstvolgende spoorrails, waarop een passerende trein hem overrijdt. Behalve de andere, inmiddels weggevluchte treinhopper zijn er geen getuigen, waardoor het ongeluk vanaf dat moment Alex' geheim is.

## Rolverdeling
- Gabe Nevins - Alex
- Scott Patrick Green - Scratch
- Grace Carter - Alex' moeder
- Jay 'Smay' Williamson - Alex' vader
- Taylor Momsen - Jennifer
- Christopher Doyle - Oom Tommy
- Dillon Hines - Henry
- Emma Nevins - Paisley
- Brad Peterson - Jolt
- Winfield Jackson - Christian
- Joe Schweitzer - Paul